# Євсєєв Михайло Карпович
Михайло Карпович Євсєєв (23 травня 1907, село Романове, тепер Уржумського району Кіровської області, Російська Федерація — 5 вересня 1976, місто Харків Харківської області) — український радянський діяч, секретар Харківського обкому КПУ, ректор Харківського інституту механізації та електрифікації сільського господарства. Кандидат сільськогосподарських наук (1965). Депутат Верховної Ради СРСР 4-го скликання.

## Життєпис
Народився в селянській родині. Виховувався в дитячому будинку. Трудову діяльність розпочав у 1923 році слюсарем, потім працював трактористом і бригадиром тракторної бригади радгоспу, був механіком машинно-тракторної станції в Північно-Кавказькому краї.
Член ВКП(б) з 1928 року.
З 1931 року — студент Московського інституту механізації та електрифікації сільського господарства.
Після закінчення інституту з 1937 по 1941 рік працював викладачем і директором Вовчанського технікуму механізації та електрифікації сільського господарства Харківської області.
У 1941—1943 роках — старший механік Миколаївської машинно-тракторної станції (МТС) Саратовської області.
З 1943 року — на відповідальній партійній роботі.
На 1945—1949 роки — 1-й секретар Липецького районного комітету КП(б)У Харківської області.
До жовтня 1955 року — 1-й секретар Лозівського районного комітету КПУ Харківської області.
25 жовтня 1955 — 8 січня 1963 року — секретар Харківського обласного комітету КПУ з питань сільського господарства.
8 січня 1963 — 14 грудня 1964 року — секретар  Харківського сільського обласного комітету КПУ — голова сільського обласного комітету партійно-державного контролю. Одночасно, у січні 1963 — грудні 1964 року — заступник голови виконавчого комітету Харківської сільської обласної Ради депутатів трудящих.
У 1965 році захистив дисертацію на тему «Технологія та механізація приготування кормів на свинофермах» на здобуття наукового ступеня кандидата сільськогосподарських наук.
У 1965—1974 роках — ректор Харківського інституту механізації та електрифікації сільського господарства .
З 1974 року — персональний пенсіонер союзного значення в місті Харкові.
Помер 5 вересня 1976 року після важкої хвороби. Похований в місті Харкові.

## Нагороди
- орден Леніна (26.02.1958)
- орден Жовтневої Революції
- два ордени Трудового Червоного Прапора (23.01.1948,)
- медалі